# Puits d'amour

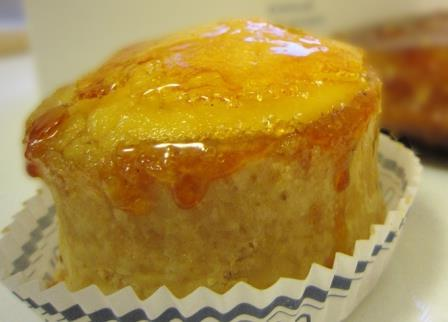
Photographie d'un puits d'amour.

Un puits d'amour est une pâtisserie traditionnelle française. Elle se présente de nos jours sous forme de gâteau rond en pâte feuilletée ou en pâte à choux, décorée de sucre glace et dont le centre évidé (le puits) est fourré à la crème pâtissière caramélisée ou à la confiture.

## Histoire
La création du puits d'amour est attribuée au cuisinier Vincent La Chapelle pour madame de Pompadour, alors qu'il était à son service. Il en publie la recette en anglais en 1733, dans le deuxième volume de The Modern Cook. La version française paraît dans son Cuisinier moderne publié en 1742. Contrairement aux versions modernes, cette pâtisserie faite de pâte feuilletée comme un vol-au-vent pour plusieurs personnes ou une croustade individuelle, était fourrée de gelée de groseilles ou de marmelade d'abricots.